# Torre Lilli
La Tour Lilli (en italien : Torre Lilli), est une tour située dans la commune de Castiglione della Pescaia de la province de Grosseto en Toscane.

## Histoire
Construite le long du circuit des anciennes murailles de Castiglione della Pescaia datant du Xe siècle construites par les Pisans, la tour de guet  protégeait le côté du village tourné vers l'intérieur, autrefois entièrement occupé par l'ancien lac Prile. Sa position d'origine le long du périmètre du mur perdu est facilement comprise en observant l'emplacement du bâtiment en forme de tour par rapport à la Portaccia voisine, à laquelle il était relié par un tronçon de mur-rideau.
L'abandon de l'ancienne colonie pisane au profit du village surélevé a entraîné un lent et inexorable déclin de la structure en forme de tour, qui, au fil des siècles, a progressivement joué un rôle de plus en plus marginal par rapport aux fonctions d'observation et de défense d'origine.

## Description
La tour Lilli, avec la Torre di via Cristoforo Colombo et les vestiges d'un autre bâtiment en forme de tour de la via delle Vacche, est l'une des tours défensives survivantes des murailles pisanes. Elle présente une section quadrangulaire, disposée sur plusieurs niveaux, sans soubassement, avec des structures murales extérieures entièrement revêtues de pierre. Le côté Sud de la tour a une structure de renforcement sur laquelle le mur-rideau a probablement été greffé et qui le reliait à la structure de tour de la via Cristoforo Colombo.
La tour est maintenant utilisée comme résidence privée.